# Similicaudipteryx yixianensis
Similicaudipteryx  yixianensis es la única especie conocida del género extinto Similicaudipteryx (“similar a Caudipteryx”) de dinosaurio terópodos caudiptéridos, que vivió mediados del período Cretácico, hace aproximadamente entre 124 y 120 millones de años, en el Aptiense, en lo que es hoy Asia.

## Descripción
Similicaudipteryx era un pequeño oviraptorosauriano similar, pero más grande que Caudipteryx, quizás estrechamente relacionado . Paul en 2010 estimó la longitud en 1 metro y el peso en 7 kilogramos. Como Caudipteryx, tenía un hocico corto con una mandíbula inferior curvada hacia abajo. Tenía brazos relativamente cortos y piernas largas. Similicaudipteryx también se diferenciaba de sus parientes por poseer un pigóstilo en forma de daga, el hueso al final de la cola al que se anclan las plumas en las aves, que consta de las dos vértebras de la cola más extremas y varias características únicas de las vértebras posteriores. El hueso púbico era excepcionalmente largo en relación con el ilion.. El único otro oviraptorosaurio del que se informa que tiene un pigóstilo es Nomingia , aunque la característica está muy extendida en aves más avanzadas y parece haber evolucionado al menos dos veces.
El espécimen holotipo carece de rastros de plumas, pero He y sus colegas especularon que probablemente estaban presentes con base en su pigostilo, el punto de anclaje de las plumas de la cola larga en las aves modernas.

## Descubrimiento e investigación
En 2007 se informó del hallazgo de un nuevo caudipterido. En 2008, el nuevo género Similicaudipteryx, con la especie tipo Similicaudipteryx yixianensis, fue nombrado y descrito por He Tao , Wang Xiaolin y Zhou Zonghe. El nombre genérico, derivado del latín similis, "parecido", se refiere a su similitud con el Caudipteryx con el que está estrechamente relacionado . El nombre específico se refiere a su procedencia del condado de Yixian. Actualmente, S. yixianensis es la única especie nombrada en el género.
El espécimen holotipo, IVPP V 12556, que consiste en un esqueleto casi completo de un individuo adulto comprimido en una placa, que sin embargo carece de cráneo, cuello y manos. Se encontró en la formación Jiufotang, en el condado de Yixian, Provincia de Liaoning, China; data de entre el Aptiano medio y el Albiense inferior entre 120 a 112 millones de años. En 2010 se encontraron otros dos especímenes de juveniles en la formación Yixian, que data del Aptiano inferior. Todos presentan indicios de plumas. Uno es un juvenil, STM4-1, y el otro de un juvenil mucho más grande, STM22-6. Se informó que ambos se encontraron en la Formación Yixian, que data de la etapa Aptiense temprana, hace unos 124 millones de años. Sin embargo, estos han sido reinterpretados desde entonces como pertenecientes a la especie relacionada Incisivosaurus gauthieri.
El género contiene una sola especie descrita, Similicaudipteryx yixianensis, que fue nombrada en 2008 por He, Wang, y Zhou. El nombre hace referencia a su similitud con Caudipteryx y su ubicación cerca de las camas de Yixian.
He y sus colegas asignaron a Similicaudipteryx a Caudipteridae basados en las similitudes a Caudipteryx, proveniente de la más antigua Formación Yixian, especialmente en la forma de sus huesos púbicos, aunque estos huesos tiene diferentes proporciones que en Caudipteryx. Similicaudipteryx también se diferencia de su pariente poseyendo una pigóstilo con forma de daga y varias características únicas de las vértebras traseras. El otro oviraptosauriano conocido por tener un pigóstilo es Nomingia, aunque la característica es extensa en aves más avanzadas y parece haberse desarrollado por lo menos dos veces.

## Clasificación
Similicaudipteryx fue asignado por sus descriptores a los Caudipteridae . No se realizó un análisis cladístico exacto de su posición. En 2010, Gregory S. Paul cambió el nombre de la especie a Caudipteryx yixianensis, pero esto no ha encontrado aceptación.

### Filogenia
En la descripción de Anzu wyliei, miembro de la familia Caenagnathoidea, Lamanna et al. realizaron un análisis cladistico con su posterior cladograma colocando Similcaudipteryx dentro Caudipteridae.
|  | Similicaudipteryx yixianensis                                          |
|  |                                                                        |
|  | \| \| Caudipteryx zoui \| \| \| \| \| \| Caudipteryx dongi \| \| \| \| |
|  |                                                                        |
|  | Caudipteryx zoui                                                       |
|  |                                                                        |
|  | Caudipteryx dongi                                                      |
|  |                                                                        |

|  | Caudipteryx zoui  |
|  |                   |
|  | Caudipteryx dongi |
|  |                   |

|  | Avimimus portentosus |
|  |                      |
|  | Caenagnathoidea      |
|  |                      |

|  | Similicaudipteryx yixianensis                                          |
|  |                                                                        |
|  | \| \| Caudipteryx zoui \| \| \| \| \| \| Caudipteryx dongi \| \| \| \| |
|  |                                                                        |
|  | Caudipteryx zoui                                                       |
|  |                                                                        |
|  | Caudipteryx dongi                                                      |
|  |                                                                        |

|  | Caudipteryx zoui  |
|  |                   |
|  | Caudipteryx dongi |
|  |                   |

|  | Avimimus portentosus |
|  |                      |
|  | Caenagnathoidea      |
|  |                      |

|  | Similicaudipteryx yixianensis                                          |
|  |                                                                        |
|  | \| \| Caudipteryx zoui \| \| \| \| \| \| Caudipteryx dongi \| \| \| \| |
|  |                                                                        |
|  | Caudipteryx zoui                                                       |
|  |                                                                        |
|  | Caudipteryx dongi                                                      |
|  |                                                                        |

|  | Caudipteryx zoui  |
|  |                   |
|  | Caudipteryx dongi |
|  |                   |

|  | Avimimus portentosus |
|  |                      |
|  | Caenagnathoidea      |
|  |                      |

|  | Similicaudipteryx yixianensis                                          |
|  |                                                                        |
|  | \| \| Caudipteryx zoui \| \| \| \| \| \| Caudipteryx dongi \| \| \| \| |
|  |                                                                        |
|  | Caudipteryx zoui                                                       |
|  |                                                                        |
|  | Caudipteryx dongi                                                      |
|  |                                                                        |

|  | Caudipteryx zoui  |
|  |                   |
|  | Caudipteryx dongi |
|  |                   |

|  | Avimimus portentosus |
|  |                      |
|  | Caenagnathoidea      |
|  |                      |